# Smokin’ Aces
Smokin’ Aces ist ein US-amerikanischer Actionfilm des Regisseurs Joe Carnahan aus dem Jahr 2006.

## Handlung
Der alternde und im Sterben liegende Primo Sparazza, der letzte verbliebene Pate eines Cosa-Nostra-Clans in den Vereinigten Staaten, wird von den FBI-Agenten Richard Messner und Donald Carruthers observiert, die Beweise sammeln, um den Paten vor Gericht zu bringen. Im Rahmen einer Telefonüberwachung erfahren sie, dass der alte Mafiaboss Profikiller angeheuert hat, um ein in Ungnade gefallenes ehemaliges Mafia-Mitglied zu eliminieren – den Las-Vegas-Magier Buddy „Aces“ Israel. Des Weiteren erfahren sie, dass eine Prämie von einer Million US-Dollar für das Herz des Entertainers ausgesetzt ist – an der auch Vertraute Sparazzas Interesse haben und ihrerseits eine Entführung Israels planen, um so hohe Lösegeldzahlungen einzufordern.
Das FBI ist fortan von der Wichtigkeit des Kartenmagiers, Falschspielers und Kleinganoven Buddy „Aces“ Israel überzeugt und will ihn in ein Zeugenschutzprogramm aufnehmen, das ihm Straffreiheit zusichert. Doch zuvor muss dieser Deal noch von der Staatsanwaltschaft abgesegnet werden. In der Zwischenzeit sollen die FBI-Agenten Richard Messner und Donald Carruthers den kautionsflüchtigen Kronzeugen Israel aufsuchen, der sich in einem Penthouse des Nomad-Hotels am Lake Tahoe in Nevada versteckt. Doch unterdessen haben sich auch andere Kriminelle in Nevada eingefunden, die, von der Prämie angelockt, Buddy Israel buchstäblich das Herz herausreißen wollen. Neben Kautionsjäger Jack Dupree finden sich ein Neonazitrio, zwei weibliche Auftragsmörder, ein sadistischer Peiniger, der vernarbte Verkleidungskünstler Lazlo Soot sowie ein mysteriöser Schwede ein.
Bald kommt es zu einem wilden Feuergefecht, in dem unzählige FBI-Agenten, Sicherheitsleute und Kriminelle getötet werden, unter anderem stirbt dabei auch Donald Carruthers. Der Stellvertretende FBI-Direktor (Deputy Director) Stanley Locke bricht derweil in Los Angeles die Verhandlungen mit der Staatsanwaltschaft über die Aufnahme Israels ins Zeugenschutzprogramm ab, nachdem er an eine alte FBI-Akte über Sparazza gelangt ist. Locke fliegt umgehend mit ein paar Einsatzkräften zu Israels Penthouse, das mittlerweile Zielscheibe diverser Killer geworden ist, und begleitet ihn in ein Hochsicherheitskrankenhaus. Dort stößt der aufgebrachte FBI-Agent Richard Messner zu Locke und wird von diesem über die Identität Buddy Israels aufgeklärt. In Wirklichkeit, so Locke, sei Israel der uneheliche Sohn von Mafiaboss Primo Sparazza, der herzgeschwächt dringend eine Herztransplantation benötigt und in Israel den idealen Organspender sieht. Außerdem handele es sich bei Primo Sparazza nicht um einen sizilianischen Mafioso, sondern um den ehemaligen FBI-Undercover-Agenten Freeman Heller, der als einer der ersten Agenten im Mafiamilieu der 1940er Jahre verdeckt ermittelte und später jene Identität annahm. Informationen aus über 60 Jahren organisierter Kriminalität sind Lockes Vorgesetzten wertvoller als das Leben des eher unbedeutenden Israel, so dass sie eine Herzverpflanzung veranlassen. Der mysteriöse Schwede ist ein Herzspezialist, welcher die Transplantation vornehmen soll.
Messner ist wütend und verbittert darüber, dass vom FBI vorgegeben wird, zum „Wohle der Allgemeinheit“ zu handeln, dabei jedoch eigene Agenten nicht genügend schützt. Durch hinreichende Hinweise wäre der Tod seines Kollegen und einiger anderer Beteiligten vermeidbar gewesen. Bei dem Streit darüber gibt Messner Locke gegenüber vor, die Sache nun auf sich beruhen zu lassen und schließt sich unter Tränen in dem Krankenzimmer ein, in dem Sparazza und Israel liegen. Messner zieht die Stecker der lebenserhaltenden Maschinen heraus, an die die beiden angeschlossen sind. Daraufhin legt er seine Pistole, sein Magazin sowie seine Dienstmarke auf den Boden des Krankenzimmers, als sichtbares Zeichen für sein Ausscheiden aus dem FBI-Dienst. Während die beiden Patienten sterben, versuchen mehrere Agenten und Ärzte erfolglos, ins Zimmer einzudringen.

## Hintergrund
- Im Film ist unter anderem Musik von Common, Motörhead, The Prodigy und Trivium zu hören.
- Das Budget des Films lag bei 17 Millionen US-Dollar. Er spielte 57 Millionen Dollar ein.[3]

## Prequel
Im Jahr 2010 wurde Smokin’ Aces 2: Assassins’ Ball produziert. Der Film wurde direkt auf DVD veröffentlicht. In den Hauptrollen sind hier unter anderem Tom Berenger und Ernie Hudson zu sehen.
Der Regisseur des ersten Films war hier an der Story beteiligt, die Regie übernahm P. J. Pesce.

## Kritiken
Gernot Gricksch von der Zeitschrift TV digital schrieb: „Man könnte durchaus sagen, der Film wäre gerne kultig wie Pulp Fiction oder Snatch – Schweine und Diamanten, bleibt jedoch bloß ein sadistisches Macho-Geblödel, aber dann hat man definitiv nur die deutsche Synchronfassung gesehen. Unbedingt OV schauen!“
Rene Classen vom Filmdienst befand, ein Film wie dieser beziehe sich nicht auf die Realität, sondern auf andere Filme und er werde bevölkert „von Charakteren, die sich nicht wie reale Menschen benehmen, sondern das Verhalten von Filmfiguren imitieren.“
Das Lexikon des Internationalen Films urteilte: „Rasant inszenierte, personen- und konfliktreiche Action-Thriller-Komödie, die alle Regeln des Erzählens außer Acht und die Kombattanten mit vehementer Gewalt aufeinandertreffen lässt. Die auf die Spitze getriebene Tarantino-Fingerübung will mit offensiv eingesetzten Stilmitteln den Mangel an Substanz kompensieren, produziert aber letztlich nur Leerlauf.“